# Molochișul Mare
Molochișul Mare (in russo Большой Молокиш)  è un comune della Moldavia controllato dalla autoproclamata repubblica di Transnistria. È compreso nel distretto di Rîbnița.